# أمزلو (مكنون)
أمزلو هو دُوَّار يقع بجماعة ،ازرار إقليم تارودانت، جهة سوس ماسة في المملكة المغربية. ينتمي اللمشيخة  ازرار التي تضم 36
دوار. يقدر عدد سكانه بـ 286 نسمة حسب الإحصاء الرسمي للسكان والسكنى لسنة 2004.

## روابط خارجية
- البوابة الوطنية للجماعات الترابية
- المندوبية السامية للتخطيط